# Сіліштя-Кручій
Сіліштя-Кручій (рум. Siliștea Crucii) — комуна у повіті Долж в Румунії. До складу комуни входить єдине село Сіліштя-Кручій.
Комуна розташована на відстані 212 км на захід від Бухареста, 40 км на південний захід від Крайови.

## Населення
За даними перепису населення 2002 року у комуні проживали 1859 осіб.
Національний склад населення комуни:
| Національність | Кількість осіб | Відсоток |
| -------------- | -------------- | -------- |
| румуни         | 1735           | 93,3%    |
| цигани         | 123            | 6,6%     |
| угорці         | 1              | 0,1%     |

Рідною мовою назвали:
| Мова      | Кількість осіб | Відсоток |
| --------- | -------------- | -------- |
| румунська | 1855           | 99,8%    |
| циганська | 4              | 0,2%     |

Склад населення комуни за віросповіданням:
| Релігія        | Кількість осіб | Відсоток |
| -------------- | -------------- | -------- |
| православні    | 1842           | 99,1%    |
| старообрядці   | 7              | 0,4%     |
| п'ятдесятники  | 3              | 0,2%     |
| римо-католики  | 1              | 0,1%     |
| греко-католики | 1              | 0,1%     |
| мусульмани     | 1              | 0,1%     |

## Зовнішні посилання
- Дані про комуну Сіліштя-Кручій на сайті Ghidul Primăriilor